# (4236) Lidov
(4236) Lidov (1979 FV1) – planetoida z pasa głównego asteroid okrążająca Słońce w ciągu 6,39 lat w średniej odległości 3,44 j.a. Odkryta 23 marca 1979 roku.